# Coronaster marchenus
Coronaster marchenus is een zeester uit de familie Asteriidae.
De wetenschappelijke naam van de soort werd in 1942 gepubliceerd door Fred C. Ziesenhenne.